# Lumumbaville
 (mai 2021).
La mise en forme du texte ne suit pas les recommandations de Wikipédia : il faut le « wikifier ».
Les points d'amélioration suivants sont les cas les plus fréquents. Le détail des points à revoir est peut-être précisé sur la page de discussion.
- Les titres sont pré-formatés par le logiciel. Ils ne sont ni en capitales, ni en gras.
- Le texte ne doit pas être écrit en capitales (les noms de famille non plus), ni en gras, ni en italique, ni en « petit »…
- Le gras n'est utilisé que pour surligner le titre de l'article dans l'introduction, une seule fois.
- L'italique est rarement utilisé : mots en langue étrangère, titres d'œuvres, noms de bateaux, etc.
- Les citations ne sont pas en italique mais en corps de texte normal. Elles sont entourées par des guillemets français : « et ».
- Les listes à puces sont à éviter, des paragraphes rédigés étant largement préférés. Les tableaux sont à réserver à la présentation de données structurées (résultats, etc.).
- Les appels de note de bas de page (petits chiffres en exposant, introduits par l'outil «  Source ») sont à placer entre la fin de phrase et le point final[comme ça].
- Les liens internes (vers d'autres articles de Wikipédia) sont à choisir avec parcimonie. Créez des liens vers des articles approfondissant le sujet. Les termes génériques sans rapport avec le sujet sont à éviter, ainsi que les répétitions de liens vers un même terme.
- Les liens externes sont à placer uniquement dans une section « Liens externes », à la fin de l'article. Ces liens sont à choisir avec parcimonie suivant les règles définies. Si un lien sert de source à l'article, son insertion dans le texte est à faire par les notes de bas de page.
- La présentation des références doit suivre les conventions bibliographiques. Il est recommandé d'utiliser les modèles {{Ouvrage}}, {{Chapitre}}, {{Article}}, {{Lien web}} et/ou {{Bibliographie}}. Le mode d'édition visuel peut mettre en forme automatiquement les références.
- Insérer une infobox (cadre d'informations à droite) n'est pas obligatoire pour parachever la mise en page.

Pour une aide détaillée, merci de consulter Aide:Wikification.
Si vous pensez que ces points ont été résolus, vous pouvez retirer ce bandeau et améliorer la mise en forme d'un autre article.
Lumumbaville est une commune de République démocratique du Congo, créée en 2013 en hommage à Patrice Emery Lumumba. 

## Historique
Lumumbaville est une entité hommage, née le 14 mai 2013 de la fusion de deux groupements directement liés à l'histoire et à la vie du premier Premier Ministre et Ministre de la Défense du Congo, Patrice Emery Lumumba. La nouvelle ville est composée de deux localités de Wembo-Nyama, lieu de son éducation, et du groupement Ewango dont fait partie Onalua (Onalowa), son village natal. La ville (Lumumbaville) est située sur le territoire de Katako-Kombe dans la province de Sankuru en République Démocratique du Congo à 1 000 km de Kinshasa .

## Administration
À ces jours Lumumbaville a un statut de ville et compte deux Communes, la Commune de Ewango et la commune de Wembo-Nyama. 
En 2020, la localité a le statut de Commune de Lumumbaville. Le 25 août de cette même année, sur les antennes la Radio Télévision Nationale Congolaise (RTNC), Kasongo Mwema Yamba Y'amba, le porte parole du Chef de l’État, lira deux ordonnances nommant: 
Madame Ayaki Adjadjuni Micheline est la Mairesse de la ville et Mr Djombi Malumalu est Maire adjoint . 

Monsieur Ehomba Onoya Émile est Bourgmestre et Mr Shungu Wutshu Joseph en tant que Bourgmestre adjoint de la commune de Wembo-Nyama. Madame Ashimba Tangeni Clarice et Mr Lumumba Otepa Patrice, respectivement Bourgmestre et Bourgmestre adjoint de la commune de Ewango . 

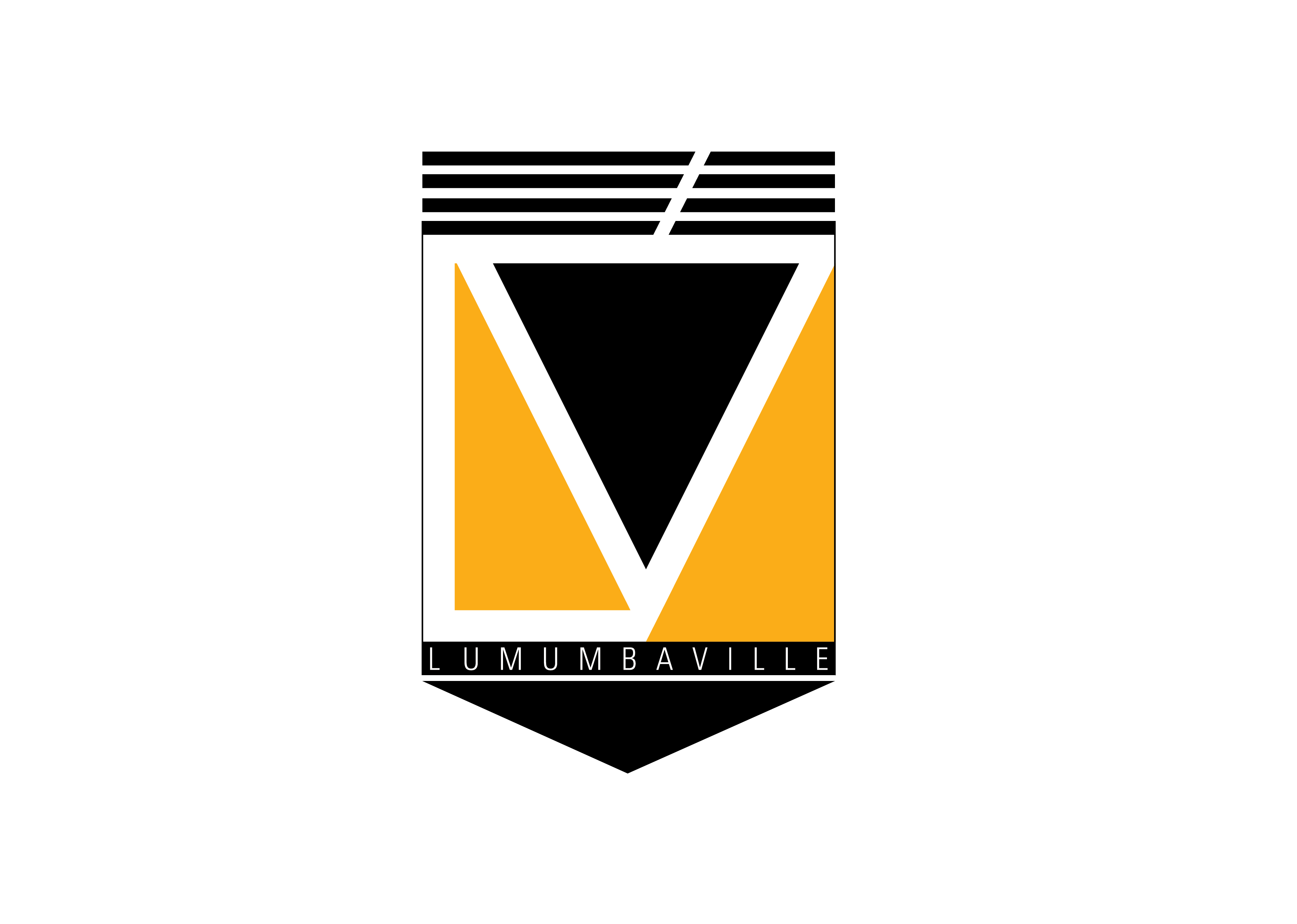
Armoiries de Lumumbaville inspirées des motifs Kuba.